# 길안중학교
길안중학교(吉安中學校)는 대한민국 경상북도 안동시 길안면 천지리에 있는 공립 중학교이다.

## 학교 연혁
- 1952년 9월 1일 : 길안중학원 개원
- 1953년 3월 31일 : 길안중학교 승격
- 1953년 9월 19일 : 초대 김상원 교장 취임
- 1959년 3월 31일 : 폐교
- 1960년 4월 11일 : 안동중학교 길안분교 개교
- 1970년 3월 1일 : 길안중학교(독립교) 인가
- 2022년 9월 1일 : 제28대 김태원 교장 취임
- 2024년 1월 4일 : 제67회 6명 졸업(총 6,451명)
- 2024년 3월 4일 : 신입생 4명 입학

## 참고 자료
- 길안중학교 - 한국교육학술정보원 학교알리미